# エウポマティア科
エウポマティア科（エウポマティアか、学名: Eupomatiaceae）は、被子植物のモクレン目に属する科の1つである。低木から矮性低木で葉は2列互生し、花芽（つぼみ）はカリプトラとよばれるキャップ状の構造で覆われ、花被を欠くが、葯をもつ雄しべの内側に花弁状の仮雄しべが多数ある。ただ1属、エウポマティア属（Eupomatia）のみを含み、3種ほどが知られる。ニューギニア島からオーストラリア東部に分布する。
属名である Eupomatia の語源は、eu-（真の、発達した）と pōmatia（カバー）であり、発達したカリプトラを意味している。

## 特徴
常緑性の低木から矮性低木（図1、下図2a）。髄は隔膜を欠く。多葉隙多葉跡性。師管の色素体はP-type。精油を含む。根にはアルカロイドが含まれる。
葉は2列互生、単葉、全縁、葉脈は羽状、葉柄をもち、托葉を欠く（下図2a）。
花は両性、放射相称、ふつう単生するが、ときに数個が束生し、頂生または腋生（上図1, 2）。苞（花被とされることもある）が花芽を包むキャップ状のカリプトラとなり、開花時にはカリプトラがとれて脱落する（上図2b）。花被（萼片や花弁）を欠く（前述のようにカリプトラは花被からなるとされることもある）。雄しべは多数、離生、らせん状につき、求心的に成熟する。生殖能をもつ雄しべは外側のものだけであり、葉状だがやや細く、葯は外向、葯隔は突出する（上図2b, 下図3）。小胞子形成は同時型、花粉は帯溝粒。内側の雄しべは幅広い弁状で葯を欠く仮雄しべとなるため、雄しべの内側に花弁があるように見える（上図2b, 下図3）。仮雄しべは一部基部が合生し、腺を多数もち、訪花者の餌となる（上図2c）。雌しべは基本的に離生心皮で心皮は多数、一部は基部が合生、くぼんだ花托にらせん状につき、嚢状で不完全に閉じている。子房周囲から半下位、胚珠は1心皮あたり2–11個、倒生胚珠で2珠皮性。
果実は液果、花托に埋没し、互いに癒合して集合果となる。胚乳は油質で豊富、胚はよく分化しているが非常に小さい。染色体数は 2n = 20。

## 分布・生態

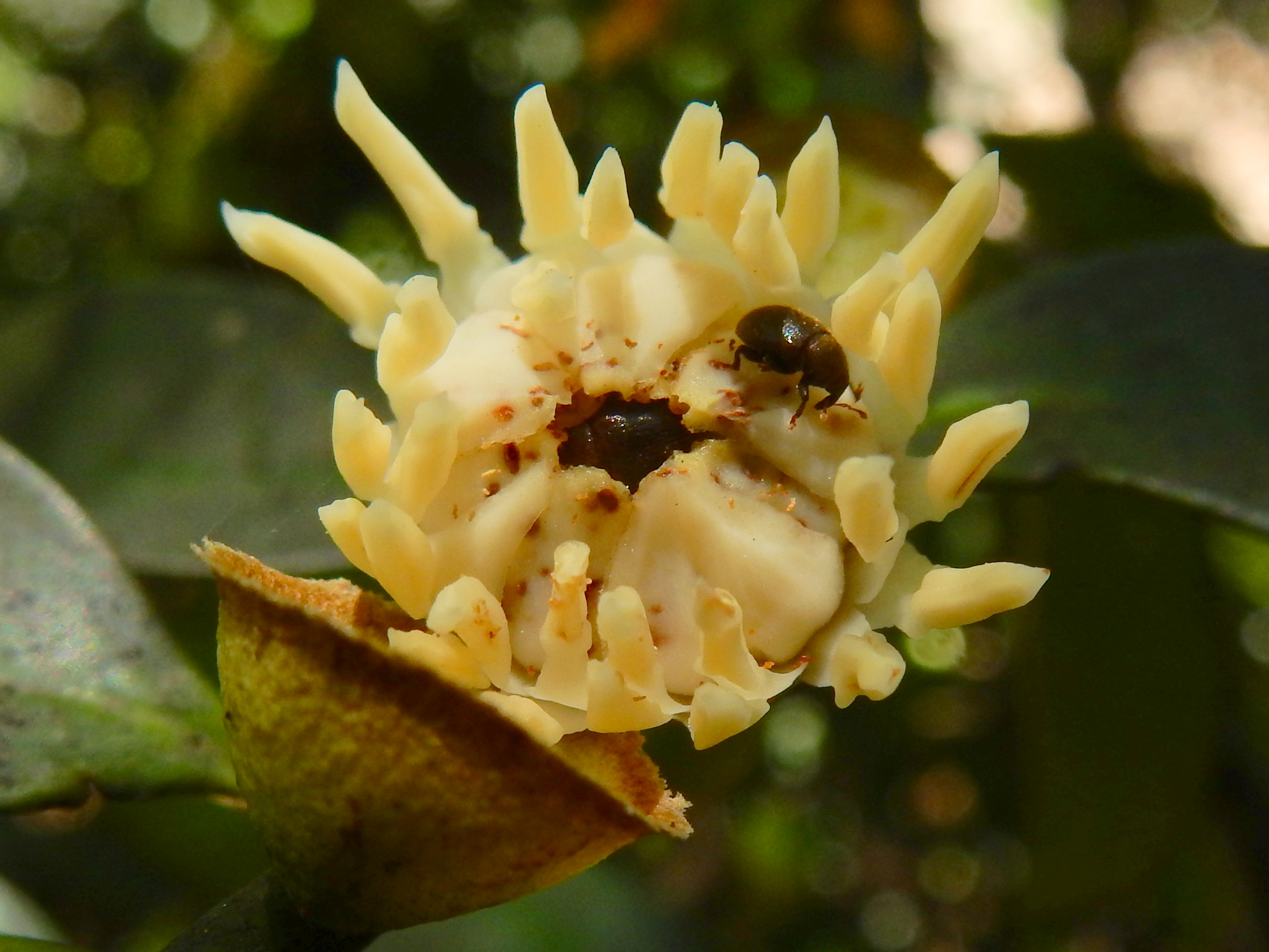
3. の花上の 。外周の細長い構造は雄しべ。

ニューギニア島からオーストラリア東部の熱帯域から温帯域に分布する。
花は雌性先熟であり、1日または2日開花する。Eupomatia laurina の花では、早朝の間は雌性期であり、柱頭が露出しているが、やがて雌しべは仮雄しべに覆われ、夕方になって雄しべが成熟して花粉を放出する。
エウポマティア属は、花粉媒介において Elleschodes（甲虫目ゾウムシ科）と特異的な関係を結んでおり、Elleschodes 以外による花粉媒介は知られておらず、また Elleschodes はエウポマティア属の花でのみ見られる（図3）。エウポマティア属の花の仮雄しべは、Elleschodes を誘引する匂いを発し、餌となるデンプンを提供、花粉を付着させる粘着物質を分泌する。Elleschodes は花の上で交尾、雄しべ基部に産卵し、卵・幼虫は雄しべと共に地面に落ち、これを餌として成長した後に地中で蛹化し、2–3週間後に羽化する。

## 系統と分類
古典的な被子植物の分類体系である新エングラー体系やクロンキスト体系では、エウポマティア科はモクレン目に分類されていた。その後一般的となったAPG分類体系でも、エウポマティア科はモクレン目に分類されている。モクレン目の中では、エウポマティア科はバンレイシ科の姉妹群であると考えられている。
エウポマティア科の中にはただ1属、エウポマティア属（Eupomatia）のみが知られている。またエウポマティア属の中には、3種が認識されている（下表1）。
表1. エウポマティア科の分類体系の一例
- エウポマティア科 Eupomatiaceae Orb. (1845)
  - エウポマティア属 Eupomatia R.Br. (1814)
    - Eupomatia barbata Jessup (2002)
矮性低木、茎は2綾形。花はふつう1個が頂生。雄しべには絡み合った毛が密にある。仮雄しべの向軸面のみに腺毛束がある。
    - Eupomatia bennettii F.Muell. (1858)
矮性低木、茎は2綾形。花はふつう1個が頂生。雄しべは無毛または微小な毛が散在。仮雄しべの両面および縁辺に腺毛束がある。
    - Eupomatia laurina R.Br. (1814)
低木、茎は円柱状。花は腋生する。

## ギャラリー

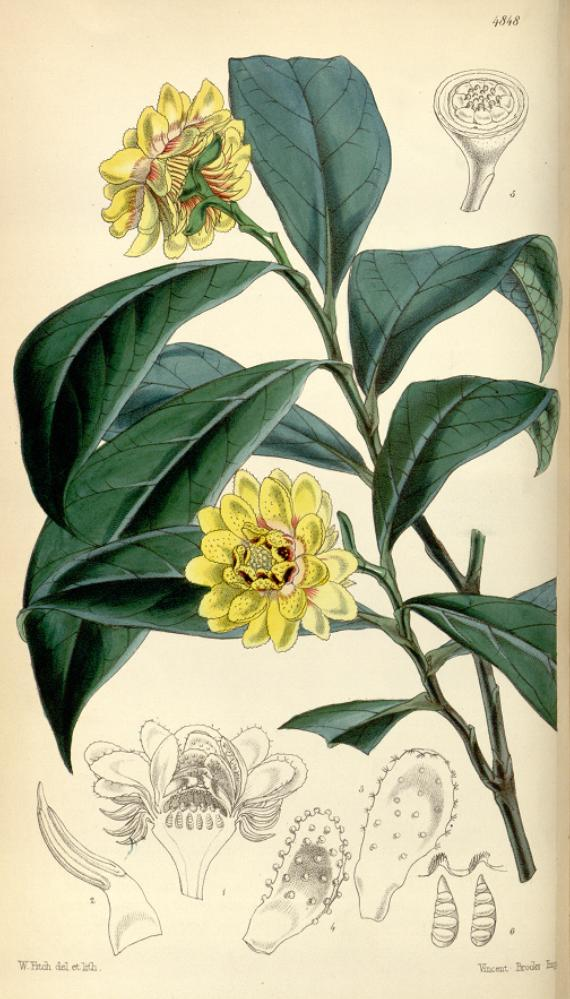
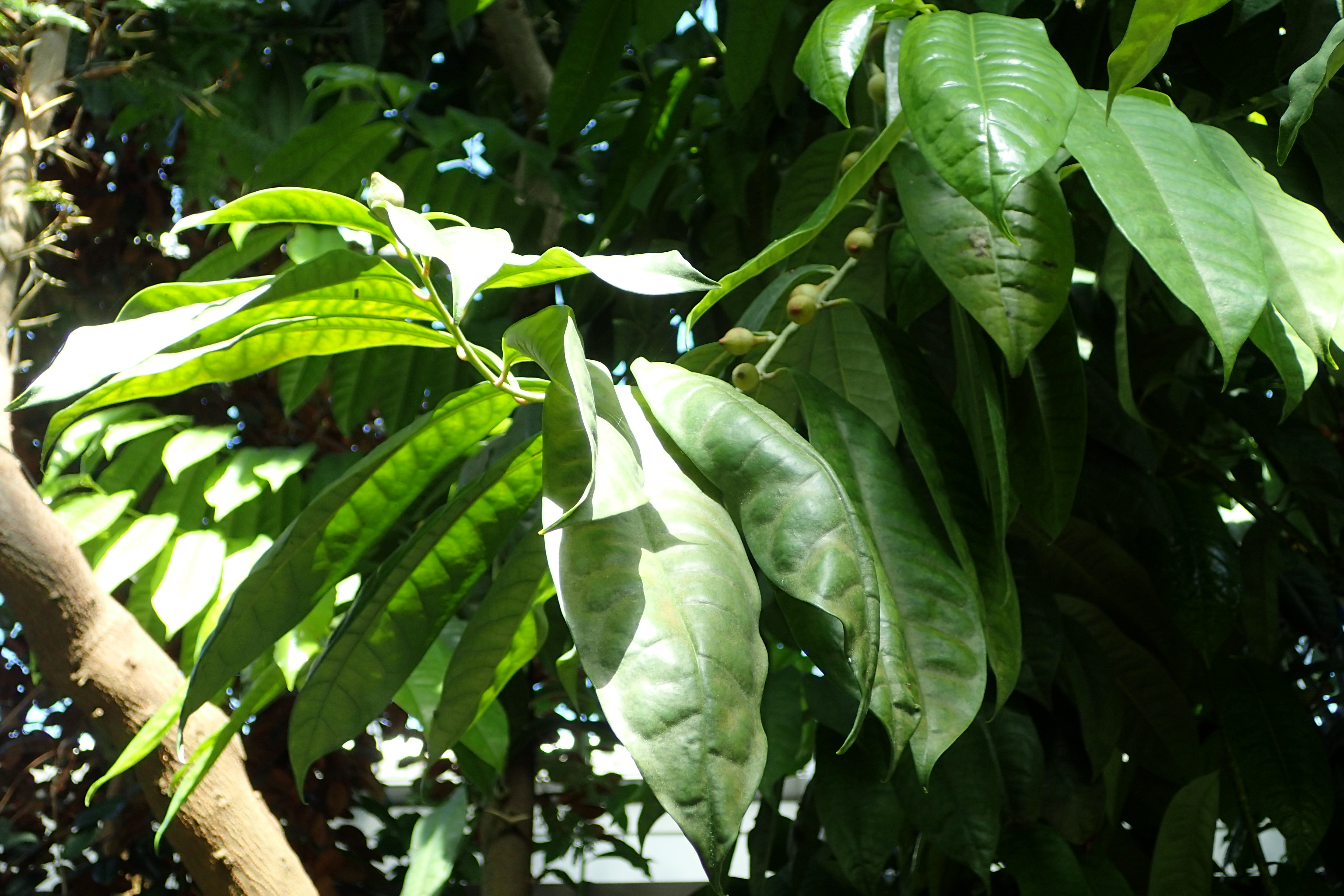
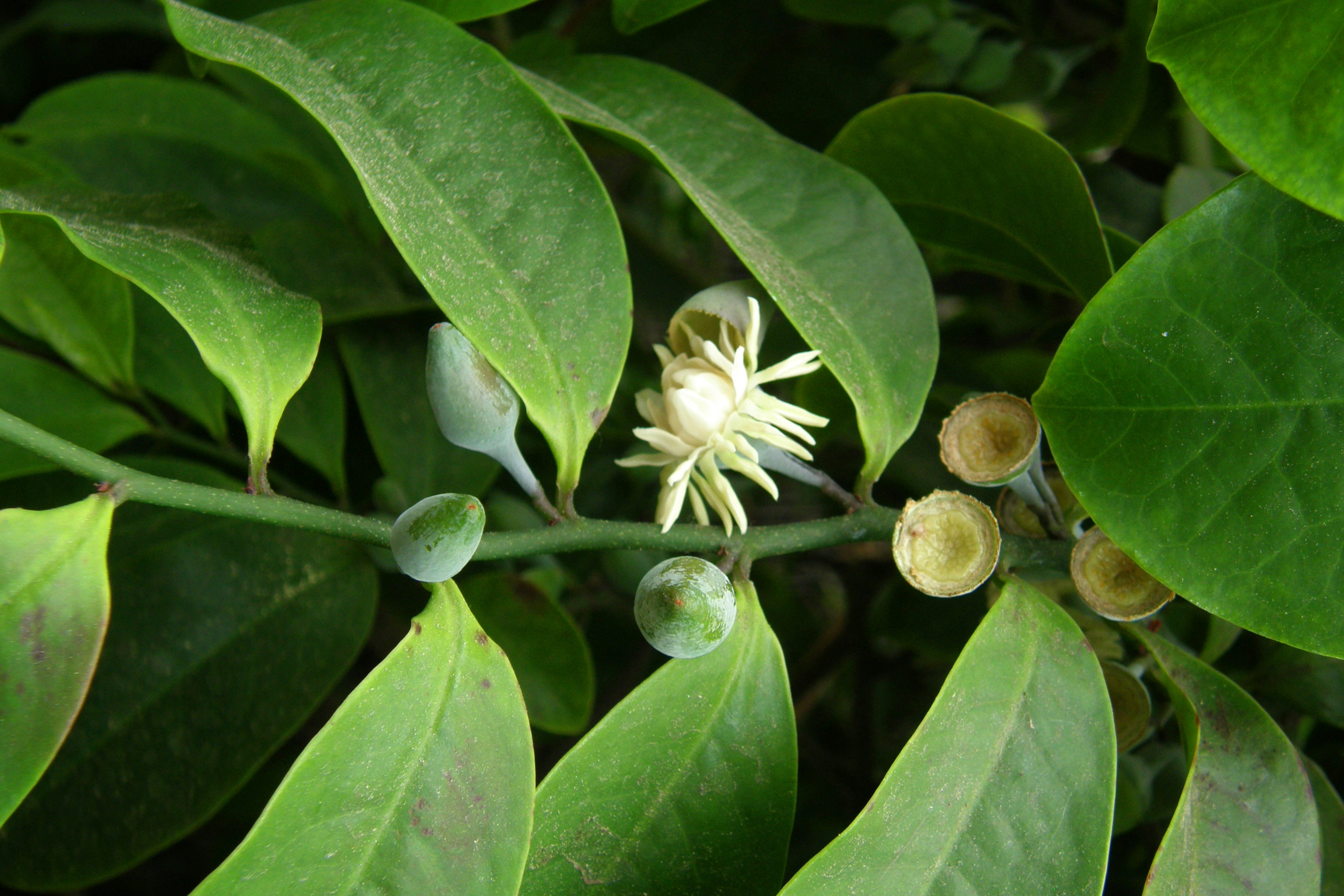
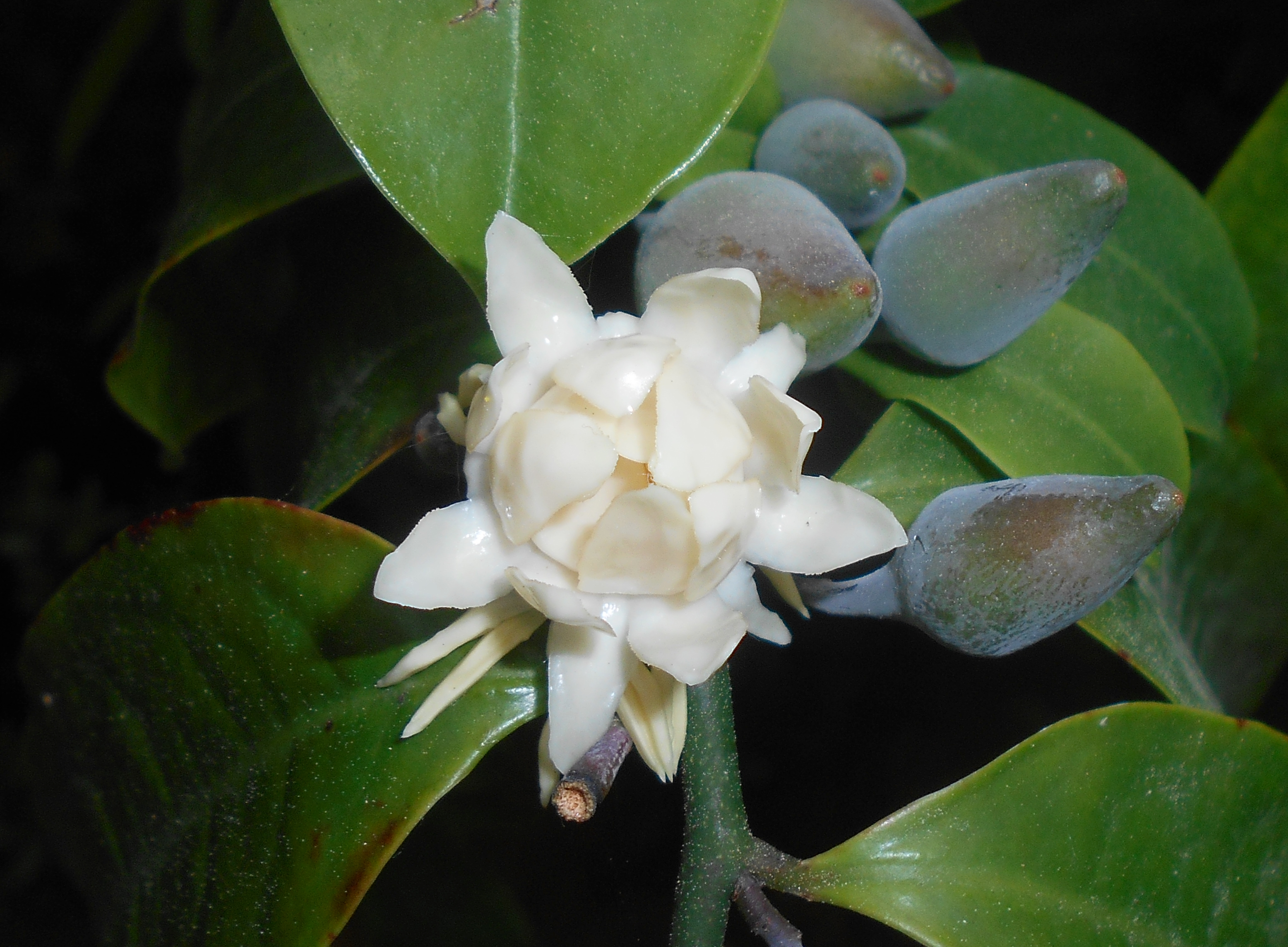
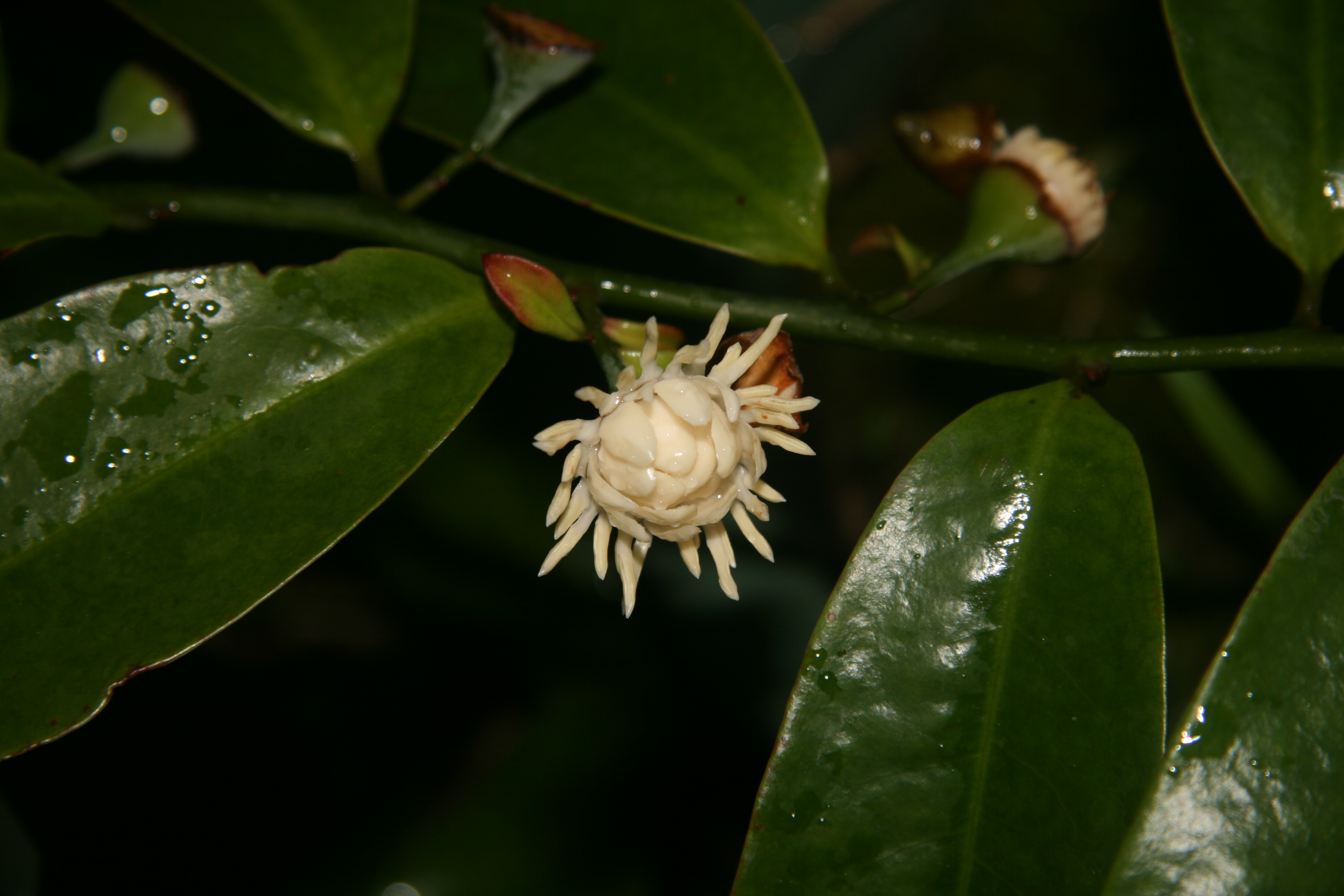
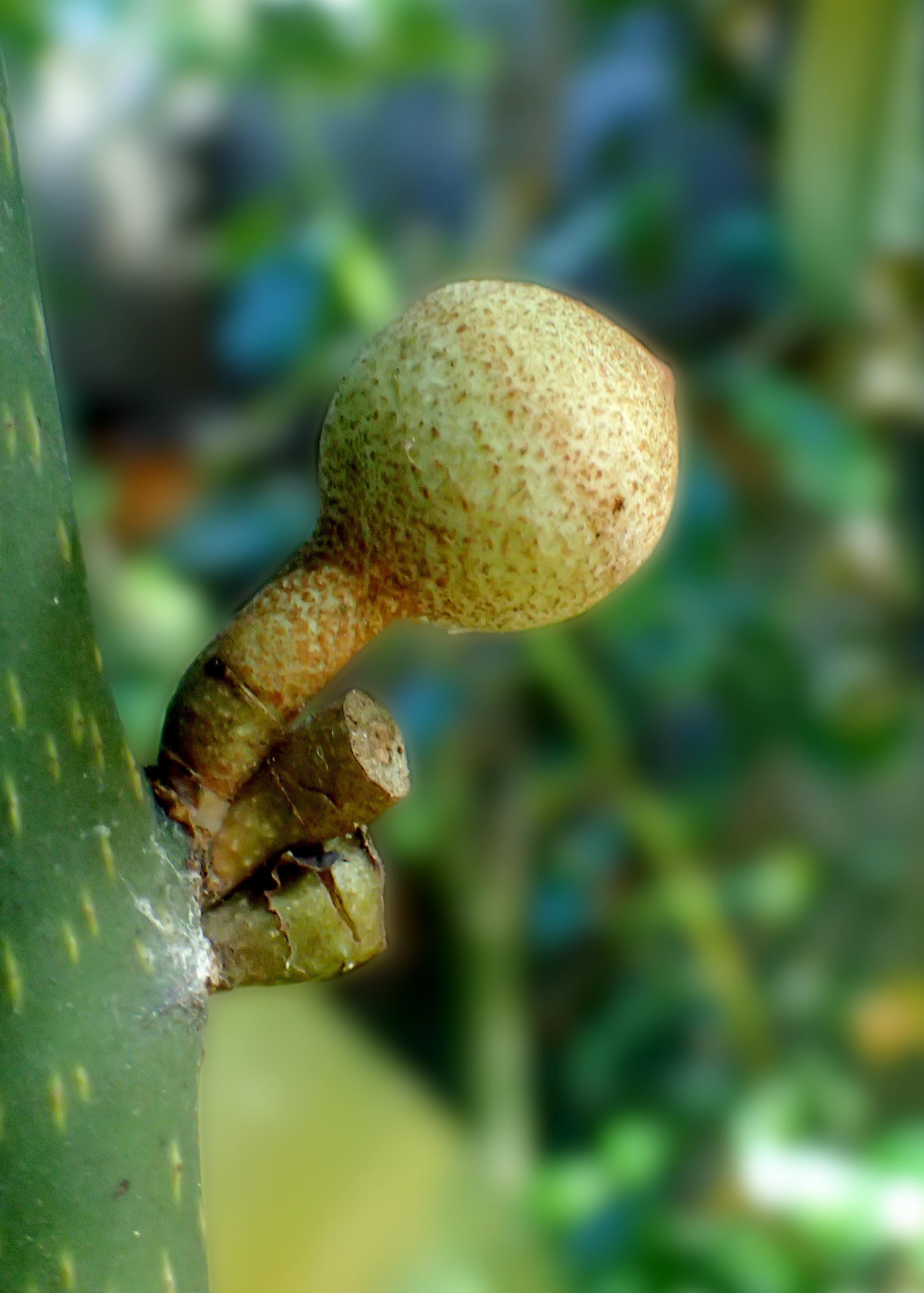

- Eupomatia laurina
- Eupomatia laurina
- Eupomatia laurina
- Eupomatia laurina
- Eupomatia laurina
- Eupomatia laurina